# Gyronaut X-1

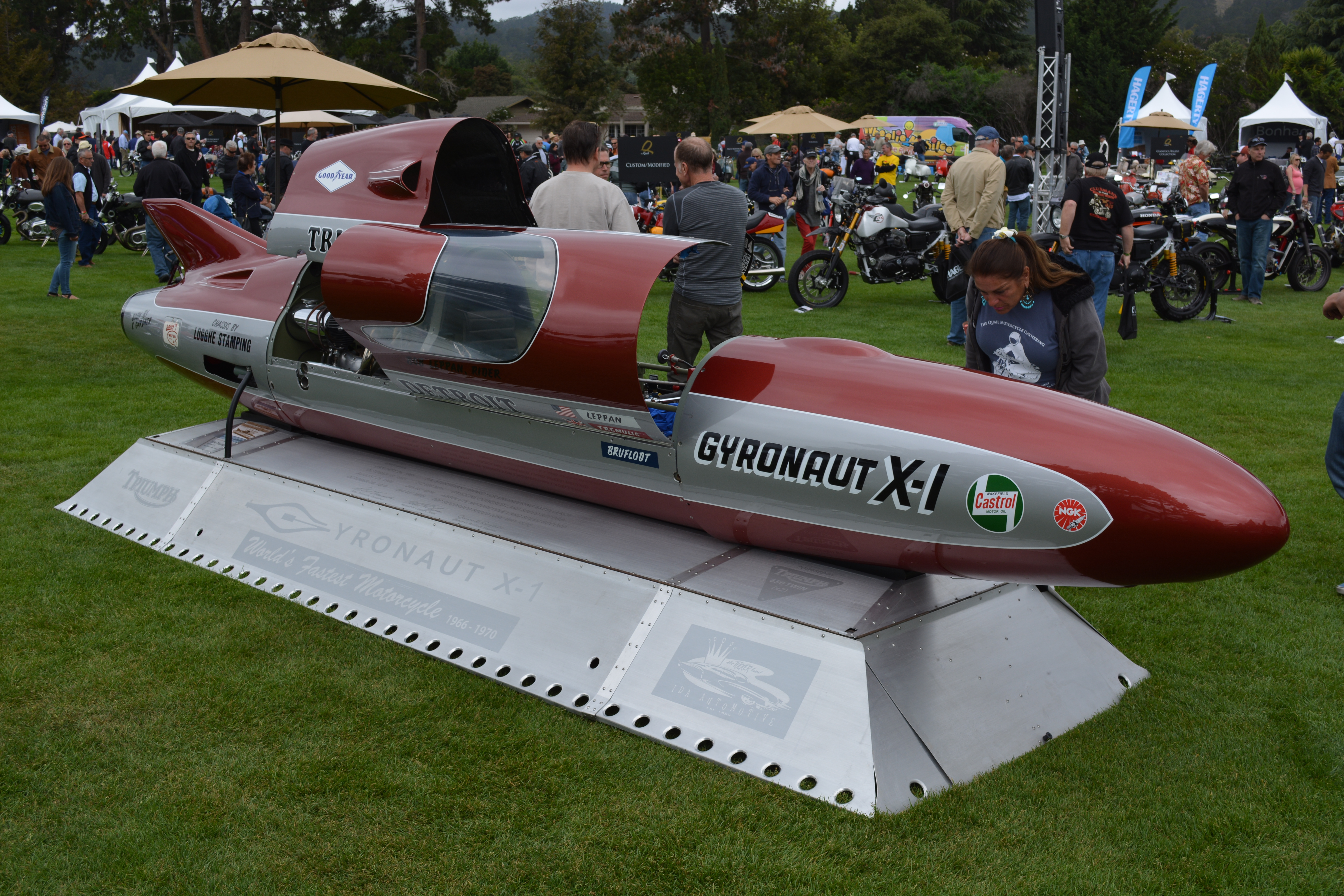
Gyronaut X-1 exibido no Quail Motorcycle Gathering, Carmel, Califórnia, durante 2015

A Gyronaut X-1 foi uma motocicleta streamliner que estabeleceu o recorde de velocidade terrestre de motocicletas de 245,667 milhas por hora (395,363 km/h)   em 1966, pilotado pelo concessionário Bob Leppan do Detroit Triumph.  Era alimentado por dois 650   Motores de motocicleta cc Triumph TR6 Trophy . 
A carroceria aerodinâmica foi projetada por Alex Tremulis, que projetou automóveis, incluindo o automóvel Tucker e o Ford Gyron .    
Ele tinha equipamentos de segurança inovadores, incluindo uma gaiola de proteção contra incêndio e equipamento de supressão de incêndio.  
Gyronaut caiu em 1970 a mais de 280 milhas por hora (450 km/h)   .  Quatro décadas depois, Steve Tremulis, sobrinho do designer, exibiu o Gyronaut parcialmente restaurado ao público pela primeira vez no início de 2012.  Ele foi mostrado totalmente restaurado na Speed Week em 2013,  e ganhou um prêmio especial no 2014 Quail Motorcycle Gathering .  